# سیستم‌های گرمایی خورشیدی
سیستم‌های گرمایی خورشیدی سیستم‌هایی می‌باشند که بر اساس گردآورنده‌ها یا کلکتورهای (collector) گرمایی با دمای پایین می‌باشند. این سیستم‌ها بر دو نوع می‌باشند
- گردآورنده‌های تخت یا کلکتورهای تخت
- گردآورنده‌های متمرکزکننده

سیستم‌های گرمایی خورشیدی باید دارای یک قسمت ذخیره‌سازی باشند تا در مواقعی که خورشید نمی‌تابد مثلاً شب قابل استفاده باشند. اکثر سیستم‌های گرمایی خورشیدی برای گرم کردن آب‌ها به صورت تجاری استخرهای شنا یا آب مصرفی آپارتمان‌ها ویلاها و همچنین بخش بزرگی از تقاضا برای گرمایش ساختمان نیز بکار می‌رود. کلکتورهای متمرکزکننده از آنجا که نیاز به فضای کافی برای نصب شدن دارند کمتر برای کاربردهای صنعتی مورد استفاده قرار می‌گیرند.
کاربردهای غیر نیروگاهی سیستم‌های گرمایی خورشیدی در زمینه‌های صنعتی تجاری و مسکونی را می‌توان به صورت
- گرمایش آب برای مصارف مسکونی، کارخانجات، استخرها و حمام خورشیدی
- گرمایش و سرمایش فضای داخلی ساختمان‌ها
- آب شیرین‌کن‌های خورشیدی
- کوره‌های خورشیدی
- استخرهای خورشیدی
- پمپ‌های گرمایی خورشیدی

## عملگر جاری
در اغلب سیستم‌ها برای انتقال گرمای جذب شده توسط کلکتور به یک مادهٔ جاری یا سیال نیاز است که می‌تواند آب هوا روغن باشد. این سیال را عملگرد جاری گویند که در برخی از منابع فارسی از آن به عنوان سیال عامل نیز نام برده شده‌است.
سطح‌های جذب‌کننده
درسیستم‌های خورشیدی سطح‌های جذب‌کننده در مکانی قرار می‌گیرند که در معرض نور تابیده یا متمرکز شده باشند. این سطح‌ها دارای رنگ تیره می‌باشند تا بهتر بتوانند اشعه‌ها را دریافت کنند.

## گردآورنده‌ها
گردآورنده‌ها به دو صورت تخت و خمیده می‌باشند و می‌توانند به صورت منفرد یا جمعی به کار روند.

## کلکتورهای تخت
کلکتورهای تخت دارای یک جذب‌کنندهٔ تیره می‌باشند که از یک عملگر جاری مانند هوا یا آب بهره می‌جویند. یک کلکتور تخت دارای اجزاء زیر می‌باشد.
- صفحهٔ شفاف که ممکن است یک یا چند لایه و از جنس پلاستیک یا شیشه باشد.
- لوله‌ها یا گذرگاه‌هایی برای عبور عملگر جاری
- صفحهٔ جذب‌کننده که می‌تواند صاف موج‌دار یا شیاردار باشد که معمولاً در رنگ تیره بوده و لوله‌ها و گذرگاه‌ها به آن متصل می‌شوند.
- منیفولدها یا هدرهایی برای عبور و تخلیه سیال ناقل حرارت که معمولاً در قسمت بالا و پایین کلکتور نصب شده‌اند.
- عایق‌بندی دستگاه جهت کاهش تلفات گرمایی که معمولاً شامل اطراف و پشت کلکتور و لوله‌های می‌باشد.
- قاب مخصوص که اجزای کلکتور را در خود جای داده‌اند و از آن‌ها در برابر گرد و غبار و و رطوبت و دیگر عومل خارجی محافظت می‌کنند.

## انواع کلکتورهای تخت
کلکتورهای تخت نظر نوع عملگر جاری ساختمان و عملکرد به سه دسته تقسیم می‌شوند

### کلکتور با آب چکه
این کلکتور از صفحات تیرهٔ فلزی کنگره‌ای ساخته می‌شود. در این نوع کلکتورها آب از لوله‌ای در قسمت بالا بر روی شیارهای صفحهٔ کنگره‌ای می‌چکد. آب با تماس با صفحهٔ کنگره‌ای تیره رنگ گرم می‌شود و در پایین در یک ظرف جمع می‌شود.

### کلکتور گازی
این کلکتورها یکی دیگر از انواع گردآورنده‌های می‌باشند که از هوا یا گاز به عنوان عملگر جاری بهره می‌جویند. نگهداری آسان و عدم انجماد بزرگ‌ترین مزیت این گردآورنده نسبت به دیگر گردآورنده‌ها با مایع می‌باشد.

### معایب کلکتور گازی
مشکل گرم کردن آب مصرفی بوسیهٔ هوای گرم تولید شده الزام ساخت و نصب کانال‌هایی با سطح مقطع مناسب که فضای زیادی از ساختمان را اشغال می‌کند احتیاج به رسانندهٔ هوا با توان الکتریکی لازم برای انتقال هوای گرم از کلکتور به محل ذخیره.
در این نوع کلکتور عملگر جاری یک مایع با نقطهٔ انجماد پایین یا مایعی مانند آب و روغن انتخاب می‌شود. یخ زدگی آب در کلکتور و خورندگی از مشکلات عمدهٔ این گردآورنده‌ها می‌باشد. عملگر جاری از قسمت پایین وارد شده با عبور از لوله‌های جذب‌کننده گرم می‌شود و از قسمت بالا با یک پمپ یا بدون آن به داخل مخزن جریان می‌یابد.

### کلکتورهای تخت
نیازی به سیستم ردیابی تابش نور خورشید ندارند زیرا پرتوهای غیرمستقیم را نیز جذب می‌کنند. این کلکتورها در یک روز آفتابی می‌توانند بیش از ۲۵۰۰۰ کیلوژول بر متر مربع انرژی ذخیره کنند و اتلاف انرژی بالایی دارند. سطح جذب‌کنندهٔ این کلکتورها نباید زیاد باشد زیرا افزایش سطح جذب‌کننده می‌تواند کاهش گرمای تولیدی را در پی داشته باشد. این کلکتورها نسبت به  کلکتورهای متمرکزکننده دارای هزینهٔ کمتری می‌باشند.

### کلکتورهای متمرکزکننده
کلکتورهای متمرکزکننده تابش نور مستقیم خورشید و بخشی از تابش‌های پراکنده را با کمک طراحی‌های هندسی پیشرفتهٔ سطوح متمرکزکننده متمرکز می‌کند تا به درجه حرارت بالایی دست‌یابی پیدا شود. این کلکتورها جهت متمرکز کردن هرچه بهتر نور بر خلاف کلکتورهای مسطح باید در طول روز نور خورشید را دنبال کنند در غیر اینصورت فقط در ساعتی از روز که خورشید مستقیماً به آن‌ها می‌تابد دارای بهترین عملکرد خواهند بود.
این کلکتورها در یک روز آفتابی حداقل ۳۶۰۰۰ کیلوژول بر مترمربع انرژی خورشید را جذب می‌کنند. تمرکز در ناحیهٔ کانونی موجب افزایش انرژی در واحد سطح می‌شود. این کلکتورها در هوای ابری قابل استفاده نیستند و همچنین نیازی به پوشش شیشه‌ای ندارند. نسبت به کلکتورهای تخت بسته به دمای عملیاتی دارای بازده بالاتر یا پایین‌تر می‌باشند به این صورت که در دماهای پایین دارای بازده کم‌تر و در دماهای بالا دارای بازده بالاتری نسبت به کلکتورهای تخت می‌باشند.

### کلکتور با هوا
یکی دیگر از گردآورنده‌هایی هستند که در آن‌ها از هوا یا گاز به عنوان سیال برای انتقال حرارت استفاده می‌شود. نگهداری آسان و عدم یخ زدگی هوا از مزایای این نوع کلکتورها نسبت به دیگر انواع مایعی آنهاست. به‌علاوه در این نوع گردآورنده‌ها هوای گرم مستقیماً وارد ساختمان یا محفظه ذخیره می‌شود.

### کلکتور با مایع
که در این نوع کلکتور سیال عامل یک نوع مایع مثل آب روغن یا مایعی با نقطه انجماد پائین انتخاب می‌شود زیرا که یخ زدن آب در کلکتور و خورندگی از مشکلات اساسی در این نوع گردآورنده هاست. سیال عامل از قسمت پائین وارد و هنگام عبور از لوله‌های صفحه جذب‌کننده گرم شده و از قسمت فوقانی با پمپ یا بدون آن بطرف مخزن ذخیره جریان پیدا می‌کند. یک نوع از این کلکتورهای مایع متشکل از چندین لوله گرمائی است که هر کدام از آن‌ها شامل یک لوله شیشه‌ای صفحه جاذب و لوله گرمائی می‌شود. برای جلوگیری از اتلاف حرارتی از روی سطح جاذب و حفظ خواص اپتیکی لایه برگزیده خوابانده شده بر روی سطح جاذب داخل لوله شیشه‌ای خلاء ایجاد شده‌است.